# Чемпионат Африки по волейболу среди юниоров
Чемпионаты Африки по волейболу среди юниорских команд — соревнования для волейбольных сборных юношей и девушек стран Африки, проводимые под эгидой Африканской конфедерации волейбола (CAVB).
Первые турниры прошли в 1990 (юноши) и 1994 (девушки) годах. Проводятся с периодичностью один раз в два года по чётным годам. В мужских соревнованиях участвуют спортсмены возрастом до 19 лет, в женских — спортсменки возрастом до 17 лет. 

## Мужские соревнования
Призёры
| Год  | Место проведения      | 1-е место | 2-е место | 3-е место           |
| ---- | --------------------- | --------- | --------- | ------------------- |
| 1990 | ?                     | ?         | ?         | ?                   |
| 1992 | ?                     | ?         | ?         | ?                   |
| 1994 | Касабланка (Марокко)  | Тунис     | Марокко   | Алжир               |
| 1997 | Дурбан (ЮАР)          | Тунис     | Алжир     | ?                   |
| 1998 | Радес (Тунис)         | Тунис     | Алжир     | Марокко             |
| 2000 | Александрия (Египет)  | Тунис     | Алжир     | ?                   |
| 2002 | Касабланка (Марокко)  | Египет    | Тунис     | Марокко             |
| 2004 | Дурбан (ЮАР)          | Египет    | Тунис     | Сейшельские Острова |
| 2006 | Келибия (Тунис)       | Тунис     | Египет    | Алжир               |
| 2008 | Каир (Египет)         | Тунис     | Египет    | Алжир               |
| 2010 | Кейптаун (ЮАР)        | Тунис     | Египет    | Марокко             |
| 2013 | Сетиф (Алжир)         | Египет    | Тунис     | Руанда              |
| 2015 | Келибия (Тунис)       | Египет    | Тунис     | Алжир               |
| 2016 | Келибия (Тунис)       | Тунис     | Египет    | Марокко             |
| 2020 | Абуджа (Нигерия)      | Нигерия   | Камерун   | Гамбия              |
| 2022 | Эль-Джадида (Марокко) | Нигерия   | Египет    | Камерун             |
| 2024 | Тунис (Тунис)         | Тунис     | Египет    | Алжир               |

## Женские соревнования
Призёры
| Год  | Место проведения                                                | 1-е место                                                       | 2-е место                                                       | 3-е место                                                       |
| ---- | --------------------------------------------------------------- | --------------------------------------------------------------- | --------------------------------------------------------------- | --------------------------------------------------------------- |
| 1994 | ?                                                               | ?                                                               | ?                                                               | ?                                                               |
| 1996 | Каир (Египет)                                                   | Маврикий                                                        | ?                                                               | ?                                                               |
| 1998 | ?                                                               | Маврикий                                                        | ?                                                               | ?                                                               |
| 2000 | ?                                                               | Кения                                                           | ?                                                               | ?                                                               |
| 2002 | ?                                                               | Египет                                                          | Кения                                                           | ?                                                               |
| 2004 | Каир (Египет)                                                   | Египет                                                          | Тунис                                                           | Алжир                                                           |
| 2006 | Тизи-Узу (Алжир)                                                | Тунис                                                           | Египет                                                          | Алжир                                                           |
| 2008 | Тунис (Тунис)                                                   | Тунис                                                           | Египет                                                          | Алжир                                                           |
| 2010 | Каир (Египет)                                                   | Тунис                                                           | Египет                                                          | Кения                                                           |
| 2011 | Каир (Египет)                                                   | Египет                                                          | Алжир                                                           | Тунис                                                           |
| 2013 | Каир (Египет)                                                   | Египет                                                          | Тунис                                                           | Алжир                                                           |
| 2014 | Каир (Египет)                                                   | Египет                                                          | Тунис                                                           | Алжир                                                           |
| 2016 | Антананариву (Мадагаскар)                                       | Египет                                                          | Мадагаскар                                                      | Маврикий                                                        |
| 2018 | Каир (Египет)                                                   | Египет                                                          | Камерун                                                         | ДР Конго                                                        |
| 2020 | Из-за пандемии коронавируса COVID-19 соревнования были отменены | Из-за пандемии коронавируса COVID-19 соревнования были отменены | Из-за пандемии коронавируса COVID-19 соревнования были отменены | Из-за пандемии коронавируса COVID-19 соревнования были отменены |
| 2022 |                                                                 | Египет                                                          | Камерун                                                         | Нигерия                                                         |
| 2024 | Тунис (Тунис)                                                   | Тунис                                                           | Египет                                                          | —                                                               |